# Zemlji bliski asteroidi
Zemlji bliski asteroidi (eng. NEA, kratica od Near Earth Asteroid) je zajednički naziv za sve asteroide (planetoide) koji se u jednom dijelu putanje približavaju Zemljinoj putanji. NEA se dijele u 3 grupe, nazvane po pojedinim asteroidima iz grupe. Iako se većina asteroida nalazi u asteroidnom pojasu, postoji i značajan broj asteroida izvan njega. 
- Prvu skupinu čine Amori s perihelima (najbliža točka putanje oko Sunca) između 1,017 i 1,3 AJ. Iznos od 1,017 AJ je ključan jer je to Zemljin afel (najudaljenija točka putanje oko Sunca). Poznato je oko 20 ovakvih asteroida, a procjenjuje se da ih ima tisuću do dvije s promjerom većim od 1 km.
- Druga skupina su Apoloni s perihelom ispod 1,017 AJ i afelom iznad 1 AJ. Poznato je nekoliko stotina asteroida s ovakvim putanjama, a procjenjuje se da ih ima 500 do 1000 većih od 1 km. 2101 Adonis, dvokilometarski asteroid, je 1937. godine došao na samo 2 milijuna km od Zemlje. 4179 Toutatisu, jednom od Apolla, je u prosincu 1992., kao prvom asteroidu, određen oblik i veličina pomoću radara.
- Treću skupinu čine Atoni s perihelima manjim od 1 AJ i afelima većim od 0,938 AJ. Prosječni životni vijek asteroida iz ove skupine iznosi tek milijun godina nakon čega udare u Sunce ili u neki od planeta. Očito mora postojati stalni izvor novih, a smatra se da su to najčešće oni asteroidi koji „zalutaju” u Kirkwoodovu zonu s rezonancijom 3:1 prema Jupiteru. Posljednjih je godina zabilježeno nekoliko preleta asteroida u blizini Zemlje.

## Amori
Amori su skupina planetoida (asteroida) kojima se perihel nalazi unutar Marsove putanje, a afel u glavnom planetoidnom pojasu (asteroidni pojas). Neki prilaze blizu Zemlji ali ne presijecaju njezinu putanju. Prvi su otkriveni: Eros (433 Eros) (1898.), Albert (719 Albert) (1911.), Alinda (887 Alinda) (1918.), Ganimed (1036 Ganymed) (1924.), Amor (1221 Amor) (1932.) i drugi.

### Eros
Eros (433 Eros) je planetoid koji je 13. kolovoza 1898. otkrio njemački astronom Carl Gustav Witt (1866. – 1946.) i prvi planetoid na koji se spustila neka svemirska letjelica (NEAR Shoemaker, 11. veljače 2001.). Po blago izduženoj putanji (perihel 1,133 astronomskih jedinica, afel 1,783 AJ) nagnutoj s obzirom na ekliptiku 10.829° obilazi Sunce za 1,76 godina. Nepravilna je oblika (34,4 km × 11,2 km × 11,2 km), okreće se oko svoje osi za 5 sati 16 minuta. Dnevna je temperatura na površini 100 °C, noćna –150 °C. Nazvan je po grčkom bogu Erosu.

### Albert
Albert (719 Albert) je planetoid iz skupine Amora, koji je 3. listopada 1911. godine otkrio Johann Palisa. Po izduženoj putanji (perihel 1,176 AJ, afel 4,08 AJ) nagnutoj s obzirom na ekliptiku 11,555° obilazi Sunce za 4,26 godina. Promjer mu je oko 2.8 kilometara. Okreće se oko svoje osi s periodom od 5,8 sati.

### Alinda
Alinda (887 Alinda) je planetoid iz skupine Amora, koji je 3. siječnja 1918. godine otkrio Max Wolf. Po izduženoj putanji (perihel 1,117 AJ, afel 3,886 AJ) nagnutoj s obzirom na ekliptiku 9,185° obilazi Sunce za 3.956 godina. Promjer mu je oko 4,2 km. Okreće se oko svoje osi s periodom od 73,97 sati.

### Ganimed
Ganimed (1036 Ganymed), najveći planetoid iz skupine Amora, koji je 23. listopada 1924. otkrio Walter Baade. Po izduženoj putanji (perihel 1,233 AJ, afel 4,091 AJ) nagnutoj s obzirom na ekliptiku 26,644° obilazi Sunce za 4,34 godine. Promjer mu je oko 32 km. Okreće se oko svoje osi s periodom od 10,29 h. Nazvan je po Ganimedu, Zeusovu peharniku.

### Amor
Amor (1221 Amor) je planetoid koji je 12. ožujka 1932. otkrio belgijski astronom Eugène Joseph Delporte (1882. – 1955.). Po izduženoj putanji (perihel 1,086 AJ, afel 2,754 AJ) nagnutoj s obzirom na ekliptiku 11,879° obilazi Sunce za 2,66 godina. Promjer mu je oko 1.5 km. Pripada skupini Amora, po njemu nazvanih malih tijela, kojima se periheli putanja nalaze između Zemlje i Marsa. Nazvan je po Amoru, rimskom bogu ljubavi.

## Apoloni
Skupina Apollo ili Apoloni je skupina asteroida ili planetoida (Ikar; Itokawa; Sizif) kojima se periheli nalaze unutar Zemljine putanje, a afeli u glavnom planetoidnom pojasu (asteroidni pojas). Neki prilaze vrlo blizu Zemlji, pa je moguće da uđu u njezinu atmosferu ili padnu na površinu. Smatra se da u Sunčevu sustavu postoji između 500 i 1000 Apolona s promjerom većim od 1 kilometar.
Neki od Apolona prilaze vrlo blizu Zemlje, i predstavljaju moguću opasnost za nas. Tako se pretpostavlja da je 15. veljače 2013. godine jedan od Apolona eksplodirao (Pad meteorita nad Uralom 2013.) iznad grada Čeljabinska (glavni grad Čeljabinske oblasti, na rijeci Miasu i istočnim obroncima Južnog Urala, Rusija), ranivši tako oko tisuću ljudi, većinom od slomljenog stakla s prozora. Masa asteroida procjenjuje se na oko 11 000 tona, a promjer na 17 do 20 metara. Čeljabinski meteor je vjerojatno najveće tijelo koje je pogodilo Zemlju nakon Tungunske eksplozije 1908., i jedini je meteor za koji je poznato da je ozlijedio ovako veliki broj ljudi.
Do veljače 2014. otkrito je 5 766 Apolona, od kojih je 832 označeno nazivom. Zemlji bliski asteroidi se označuju tek onda kada su viđeni na dvije ili više opozicija.

### Apolon
Apolon (1862 Apollo) je planetoid koji je 24. travnja 1932. otkrio njemački astronom Karl Wilhelm Reinmuth. Po izduženoj putanji (perihel 0,647 astronomskih jedinica, afel 2,294 AJ) obilazi Sunce za 1,78 godina. Promjer mu je oko 1,7 km. Prvi je planetoid kojemu je utvrđena putanja što presijeca putanju Zemlje, pa su po njemu planetoidi slična gibanja nazvani Apolonima. Oko njega na udaljenosti od 3 km kruži satelit promjera 80 metara, otkriven 2005. godine. Opaža se samo u Zemljinoj blizini. Nazvan je po Apolonu, grčkom bogu Sunca i svjetlosti.

### Ikar
Ikar (1566 Icarus) je planetoid koji pripada skupini Apolona; otkrio ga je Walter Baade 27. srpnja 1949. godine. Po izduženoj putanji (perihel 0,186 AJ, afel 1,969 AJ) nagnutoj na ekliptiku (inklinacija 22,83°) obilazi Sunce za 408,76 dana. Promjer mu je oko 1,4 km. Nazvan je po Ikaru, letaču iz grčke mitologije koji se previše približio Suncu.

### Itokawa
Itokawa (25143 Itokawa) je prvi planetoid s kojega su na Zemlju doneseni uzorci zahvaljujući misiji japanske svemirske letjelice Hayabusa. Otkriven je 26. rujna 1998. Pripada Apolonima. Po izduženoj putanji (perihel 0,953 AJ, afel 1,696 AJ) nagnutoj s obzirom na ekliptiku 1,62° obilazi Sunce za 556,355 dana. Nepravilna je oblika (535 m × 294 m × 209 m). Okreće se oko svoje osi s periodom od 12.13 sati. Površina mu je geološki mlada, nije izbrazdana velikim brojem udarnih kratera. Uzorci prikupljeni na planetoidu upućuju na to da je nastao od unutarnjih dijelova nekog većeg planetoida koji se raspao prije oko 8 milijuna godina. Nazvan po japanskom raketnom inženjeru Hideu Itokawi (1912. – 1999.).
Itokawa će se možda jednog dana sudariti sa Zemljom. Kako je Itokawa lomljiv asteroid teško će ga se u slučaju potrebe moći skrenuti i izbjeći njegove dijelove čak i kad se on uništi, odnosno razbije na manje dijelove. Asteroid Itokawa u odnosu na Zemlju juri brzinom od 200 000 kilometra na sat pa su zato i njegovi mali dijelovi opasni za život na Zemlji.

### Sizif
Sizif (1866 Sisyphus) je najveći planetoid u skupini Apolona, otkrio ga je 5. prosinca 1972. švicarski astronom Paul Wild (1925. – 2014.). Po izduženoj putanji (perihel 0,874 AJ, afel 2,914 AJ) nagnutoj s obzirom na ekliptiku 41,19° obilazi Sunce za 2,607 godina. Promjer mu je oko 8,5 km. Opaža se samo u Zemljinoj blizini. Nazvan je po Sizifu, korintskom kralju u grčkoj mitologiji.

## Atoni
Atoni (eng. Aten asteroid) su skupina asteroida ili planetoida koji spadaju u skupinu Zemlji bliskih asteroida (predstavljaju oko 6% Zemlji bliskih asteroida). Naziv su dobili po prvom otkrivenom asteroidu Atonu (2062 Aten), otkrivenim iz te skupine (2062 Aten je otkrila 7. siječnja 1976. Eleanor F. Helin). Atoni imaju perihele manje od 1 AJ (astronomska jedinica predstavlja srednju udaljenost Zemlje od Sunca) i afele veće od 0.938 AJ. Prosječni životni vijek asteroida iz ove skupine iznosi tek milijun godina, nakon čega udare u Sunce ili u neki od planeta! Očito mora postojati stalni izvor novih, a smatra se da su to najčešće oni asteroidi koji "zalutaju" u Kirkwoodovu pukotinu s rezonancijom 3:1 prema Jupiteru.
Posljednjih je godina zabilježeno nekoliko preleta asteroida u blizini Zemlje. Asteroid 2004 FH, promjera 30 metara, postavio je 18. ožujka 2004. rekord bliskim preletom na samo 43 000 kilometara, a rekord je oboren samo 13 dana kasnije preletom asteroida 2004 FU162, promjera manjeg od 10 metara, 6 500 kilometara iznad površine Zemlje.
Da je kojim slučajem deset metarska gromada udarila u Zemlju, oslobođena bi energija bila veća od one pri eksploziji nuklearne bombe nad Hirošimom, no eksplozija bi se dogodila visoko u Zemljinoj atmosferi, a na površini ne bi bilo posljedica. Ovakvi se sudari događaju jednom godišnje i uglavnom prođu nezamijećeni. Prije 65 milijuna godina jedan je asteroid veličine 10-14 km pao na područje poluotoka Yucatán (Meksiko), te se pretpostavlja da je prouzrokovao izumiranje dinosaura (krater Chicxulub).

### Aton
Planetoid Aton ili 2062 Aten je otkrila Eleanor F. Helin 7. siječnja 1976. na Zvjezdarnici Mount Palomar. Naziv je dobio po Atonu, staroegipatskom bogu Sunca. To je bio prvi otkriveni planetoid koji je imao veliku poluos elipsaste putanje manju od astronomske jedinice. Tada je stvorena nova skupina planetoida koja se nazvala Atoni. Do srpnja 2004. označeno je 16 Atona, dok ih je 212 dobilo privremenu oznaku. 

### 2012 DA14
2012 DA14 je jedan od Zemlji bliskih asteroida promjera približno 50 metara i mase procijenjene na 190 000 tona. Otkriven je 23. veljače 2012. iz zvjezdarnice Observatorio Astronómico de La Sagra kraj La Sagre u Španjolskoj. Asteroid je 15. veljače 2013. godine u 19:25 UTC proletio na 27 700 kilometara pored Zemlje što predstavlja najbliži susred Zemlje s nekim nebeskim tijelom ove veličine. Prvotne procjene putanje ukazivale su na mogućnost udara, ali naknadna promatranja su pomogla u boljem određivanju putanje čime je uklonjena mogućnost udara. Prolazak asteroida pokraj Zemlje promijenit će njegovu putanju i smanjiti vrijeme ophoda oko Sunca s 368 na 317 dana. Sljedeći veoma bliski prolaz pokraj Zemlje odigrat će se 16. veljače 2046. kada će se asteroid naći na udaljenosti oko 1 500 000 km od središta Zemlje.